# Моя стара дупа
«Моя стара дупа» (англ. My Old Ass) — комедійно-драматична історія дорослішання 2024 року, сценаристки та режисерки Меган Парк. У головних ролях: Мейзі Стелла у своєму дебютному фільмі, Персі Гайнс Вайт, Медді Зіглер, Керріс Брукс та Обрі Плаза. Сюжет розповідає про Елліотт, 18-річну дівчину, яка під час «марень під грибами» зустрічає себе 39-річну.
Прем'єра фільму «Моя стара дупа» відбулася на кінофестивалі «Санденс» 20 січня 2024 року. 13 вересня 2024 року фільм вийшов в обмежений кінотеатральний прокат у США від Amazon MGM Studios, а в міжнародний прокат його випустила компанія Warner Bros. Pictures. Стрічка отримала схвальні відгуки та була названа однією з 10 найкращих незалежних стрічок 2024 року за версією Національної ради кінокритиків США. Серед нагород фільму — дві номінації на 30-ту кінопремію «Вибір критиків», де Стелла стала найкращою молодою виконавицею, тоді як Меган Парк була відзначена DGA та WGA.

## Сюжет
Елліотт, дівчинці-підлітці, яка живе на журавлинній фермі своїх батьків у Маскока Лейкс, Онтаріо, залишилося три тижні до вступу до університету в Торонто. Вона проводить літні дні, катаючись на човні з подругами Ро та Руті, працюючи на фермі та закрутивши роман з Челсі, дівчиною, в яку вона закохана з восьмого класу.
Під час нічного кемпінгу на святкуванні свого вісімнадцятиріччя Елліотт п'є чай із грибами з Ро та Руті; всі троє переживають психоделічні відчуття. Елліотт бачить, як поруч з нею з'являється жінка, яка каже, що вона — її старша версія. Хоча Елліотт спочатку скептично налаштована, жінка доводить, що вона є майбутньою версією себе, демонструючи шрам на грудній клітці та розповідаючи про асиметричність грудей Елліотт. Старша Елліотт аспірантка, дає молодшій пораду цінувати час, проведений на фермі, і підтримувати зв'язок з родиною. Вона також загадково каже їй уникати хлопця, на ім'я Чед. Вони засинають у наметі, а старша Елліотт записує свій номер у телефон молодшої Елліотт під назвою «Моя стара дупа».
Наступного дня вдома Елліотт і далі спілкується зі старшою Елліотт телефоном. Вона вирішує проводити більше часу зі своїми молодшими братами Максом і Спенсером. Одного разу, купаючись голяка в озері, вона зустрічає хлопця, який проводить літо, працюючи на її батька. Коли він каже, що його звуть Чед, Елліотт згадує попередження старшої Елліотт і вирішує триматися від нього подалі. Однак, коли Чед виявляється симпатичним і чуйним, вона починає відчувати до нього потяг, що збиває її з пантелику, адже вона вважала себе лесбійкою.
Елліотт дізнається від брата, що її батьки продають ферму після її від'їзду. Вона сперечається з батьком, і він каже їй, що вона все одно хотіла поїхати, проте Елліотт заперечує і вважала ферму тим місцем, куди завжди можна повернутися. З усім тим, він говорить їй, що сім'я отримала гарну пропозицію, від якої вони не можуть відмовитися, і Елліотт повинна це прийняти.
Одного дня Елліотт просить Чеда поїхати з нею, щоб допомогти продати її човен. На човні вони зізнаються одне одному про те, як швидко минає життя, і Елліотт каже, що хотіла б зупинити його. Вони цілуються, через що Елліотт лякається і тікає. Намагаючись змусити старшу Елліотт знову з'явитися, Елліотт вирушає з Ро на острів Мод і вживає гриби. Під час галюцинацій вона не бачить старшу Елліотт, але марить, що вона — Джастін Бібер, який виконує пісню «One Less Lonely Girl» і дарує Чеду червоні троянди. Наступного дня Елліотт розповідає Ро, що її сексуальність є більш плинною, ніж вона думала.
Елліотт бере Ро і Руті на зустріч з Чедом, який розповідає, що знайшов покупця на човен. Чед з Елліотт виходять на човні в останню подорож, але посеред поїздки починається дощ, і мотор виходить з ладу. Пара добирається до спостережної хатинки, де Елліотт дізнається, що Чед вже навчається в її університеті. Вона зізнається йому, що вона лесбійка, і що «подруга» сказала їй, що це погана ідея зближатися з ним, але наразі він їй подобається, і вона вирішила прислухатися до своєї інтуїції та ігнорувати те, що сказала подруга. Вони зізнаються одне одному у взаємних почуттях і займаються сексом.
Чед проводжає її додому, і до молодшої Елліотт знову з'являється старша Елліотт. Вона пояснює їй, чому застерігала її від Чеда — Чед помре, і вона не може його врятувати. Через це вона не хотіла, щоб молодша Елліотт пережила той самий біль. Однак молодша Елліотт каже, що вона все одно продовжить стосунки з Чедом, тому що цей досвід того вартий. Чед повертається, аби принести Елліотт її сорочку, і несподівано бачить старшу Елліотт. Вони незграбно представляють старшу Елліотт як «дядька» Мішель, і старша Елліотт зі сльозами на очах обіймає Чеда. Вона прощається і йде назавжди, тепер заохочуючи молодшу Елліотт пережити це трагічне кохання. Елліотт отримує голосове повідомлення від старшої Елліотт, яка каже їй жити не минулим чи майбутнім, а заради себе сьогоденням.

## У ролях
| Актор              | Роль                   |
| ------------------ | ---------------------- |
| Мейсі Стелла       | Елліотт ЛаБрант        |
| Обрі Плаза         | старша Елліотт ЛаБрант |
| Персі Гайнс Вайт   | Чед                    |
| Медді Зіглер       | Руті                   |
| Керріс Брукс       | Ро                     |
| Марія Діззіа       | Кеті                   |
| Александрія Рівера | Челсі                  |
| Аль Ґулем          | Том                    |
| Сет Ісаак Джонсон  | Макс ЛаБрант           |
| Картер Троццоло    | Спенсер ЛаБрант        |

## Виробництво
У березні 2022 року було оголошено, що Меган Парк стане сценаристкою і режисеркою свого другого повнометражного фільму, комедії про дорослішання під назвою «Моя стара дупа», продюсерами якого стануть LuckyChap Entertainment і Indian Paintbrush. Марго Роббі проводила передвиробничі зустрічі та була на знімальному майданчику під час виробництва.
Основні зйомки розпочалися 15 серпня 2022 року в Мускока Лейкс, Онтаріо, Канада і завершились в жовтні того ж року. Парк розповіла, що зйомки відбувалися в місцях, куди вона приїжджала щоліта в дитинстві, і що фільм загалом був «любовним листом до Канади». Тайлер Гілтон розповів в інтерв'ю в січні 2023 року, що він написав музику до фільму, а Обрі Плаза зіграла головну роль. Плаза працювала на знімальному майданчику протягом тижня після завершення зйомок серіалу «Білого лотоса» і все ще вела переговори, поки фільм був у виробництві.

## Прем'єра
Прем'єра стрічки «Моя стара дупа» відбулася на кінофестивалі «Санденс» 20 січня 2024 року. Amazon MGM Studios придбала права на дистрибуцію фільму за 15 мільйонів доларів із планами на кінотеатральний прокат, перш ніж зробити фільм доступним на Prime Video для міжнародного стримінгу.
Фільм вийшов в обмежений кінопрокат у США 13 вересня 2024 року, хоча спочатку був запланований на 2 серпня 2024 року.

## Оцінки критиків
На сайті агрегатора рецензій Rotten Tomatoes 90% зі 192 відгуків критиків є позитивними, із середньою оцінкою 7,5/10. На сайті представлено консенсус: «Жартівливий науково-фантастичний коктейль з домішкою драми, “Моя стара дупа” не втрачає мудрості разом з легковажною відмовою від молодості, і ефект від неї галюциногенний». На платформі Metacritic фільм отримав середній бал 74 зі 100 на основі відгуків 45 кінокритиків, що відповідає категорії «в цілому схвально».

## Нагороди
| Премія                                      | Дата церемонії | Категорія                                                          | Отримувач                       | Результат    | Прим.  |
| ------------------------------------------- | -------------- | ------------------------------------------------------------------ | ------------------------------- | ------------ | ------ |
| Премія прорив від Вараєті                   | 19 січня 2024  | Проривний актор                                                    | Медді Зіглер                    | Перемога     | [ 13 ] |
| Готем                                       | 2 грудня 2024  | Проривний виконавець                                               | Мейсі Стелла                    | Номінація    | [ 14 ] |
| Національна рада кінокритиків США           | 4 грудня 2024  | Найкращі десять незалежних фільмів                                 | Моя стара дупа                  | Перемога     | [ 15 ] |
| Товариство кінокритиків Лас-Вегаса          | 13 грудня 2024 | Найкраще виконання серед молоді — жінка (до 21 року)               | Мейсі Стелла                    | Перемога     | [ 16 ] |
| Товариство кінокритиків Лас-Вегаса          | 13 грудня 2024 | Найкраща комедія                                                   | Моя стара дупа                  | Перемога     | [ 16 ] |
| Вибір критиків                              | 12 січня 2025  | Найкраща комедія                                                   | Моя стара дупа                  | Номінація    | [ 17 ] |
| Вибір критиків                              | 12 січня 2025  | Найкращий молодий актор / акторка                                  | Мейсі Стелла                    | Перемога     | [ 17 ] |
| Премія Лондонського гуртка кінокритиків     | 2 лютого 2025  | Проривний виконавець                                               | Мейсі Стелла                    | Номінація    | [ 18 ] |
| Сатурн                                      | 2 лютого 2025  | Найкращий фентезійний фільм                                        | Моя стара дупа                  | Номінація    | [ 19 ] |
| Премія Гільдії режисерів Америки            | 8 лютого 2025  | Найкращий режисерський дебют — повнометражний фільм                | Меган Парк                      | Номінація    | [ 20 ] |
| Американське товариство фахівців з кастингу | 12 лютого 2025 | Найкращий кастинг — повнометражна студійна або незалежна (комедія) | Дуглас Айбель та Меттью Ґласнер | Перемога     | [ 21 ] |
| Премія Гільдії сценаристів Америки          | 15 лютого 2025 | Найкращий оригінальний сценарій                                    | Меган Парк                      | В очікуванні | [ 22 ] |
| Незалежний дух                              | 22 лютого 2025 | Найкращий сценарій                                                 | Меган Парк                      | В очікуванні | [ 23 ] |
| Незалежний дух                              | 22 лютого 2025 | Найкраще проривне виконання                                        | Мейсі Стелла                    | В очікуванні | [ 23 ] |